# Bloomsbury Square
Bloomsbury Square est une place de Londres, située dans le quartier de Bloomsbury.

## Situation et accès

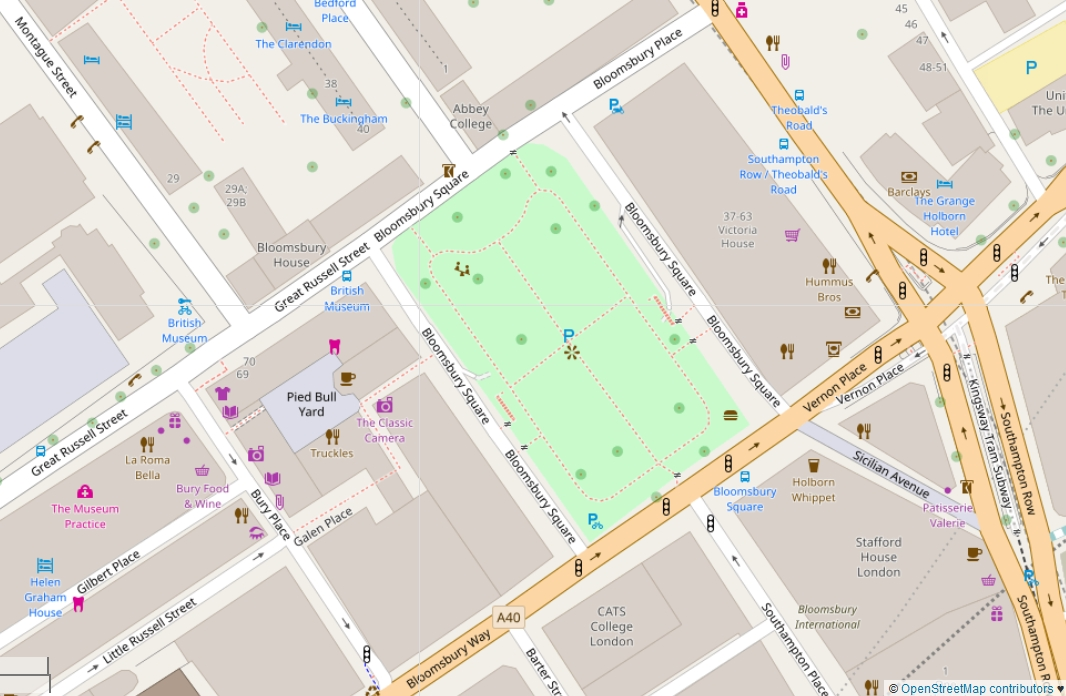
Plan.

Cette place se situe dans le nord du centre de Londres, à l’est de Tottenham Court Road. Les rues qui y convergent sont, au nord, Great Russell Street et Bedford Place et, au sud, Bloomsbury Way et Southampton Place.
La station de métro la plus proche est Holborn, où circulent les trains des lignes  Central  Piccadilly.
Le British Museum se trouve à proximité.

## Origine du nom
Le place s’est d’abord appelée Southampton Square avant de prendre son nom actuel, qui est aussi celui du quartier dans lequel elle se situe.
La première mention connue du nom de Bloomsbury remonte au XIIIe siècle. C’est un nom composé de deux éléments : bloom serait une altération du nom de famille français Blémont et bury signifie, en moyen anglais, manoir.

## Historique

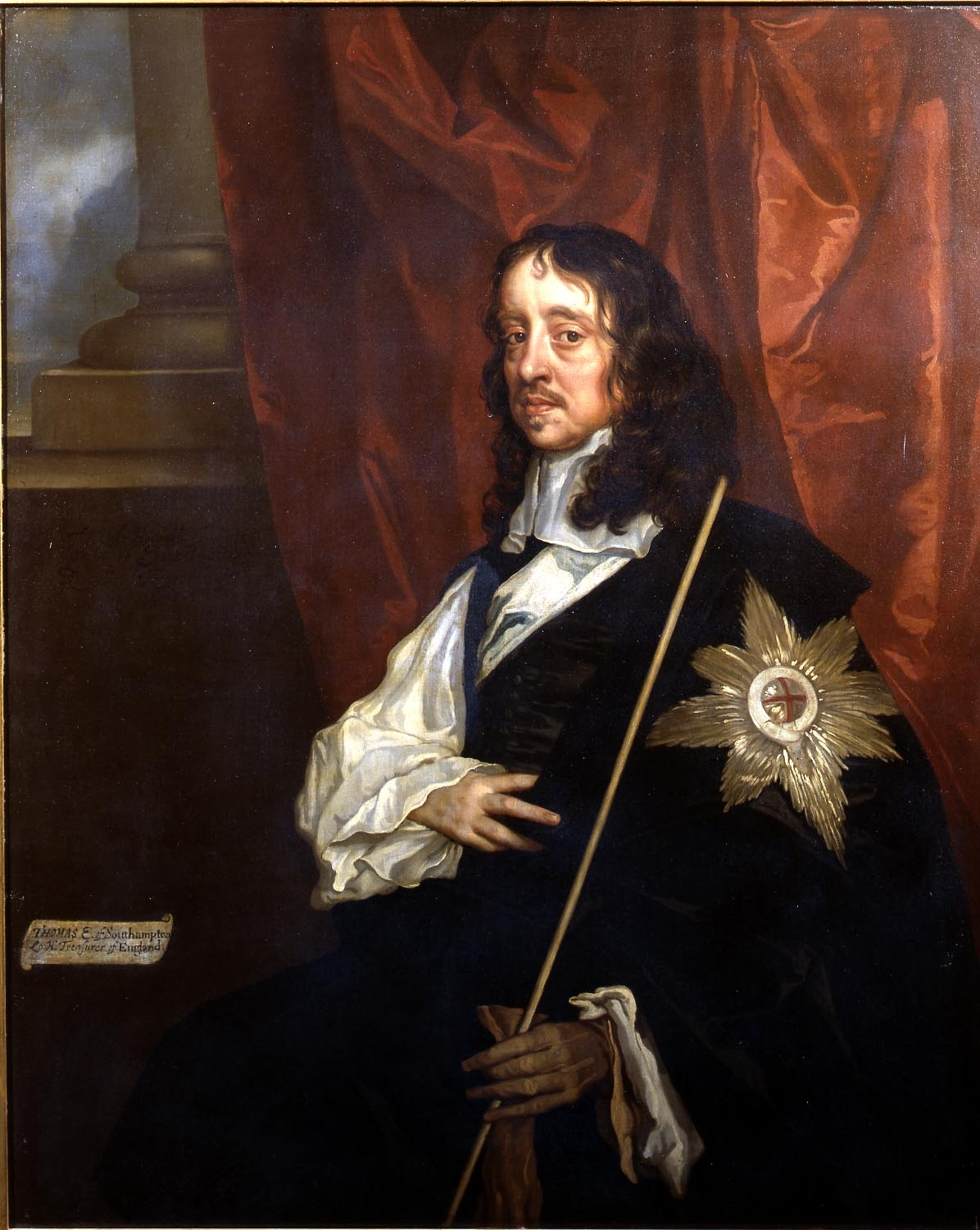
Thomas Wriothesley.

Thomas Wriothesley, 4e comte de Southampton, fait aménager Bloomsbury Square vers 1661 et se fait construire une belle demeure sur l'un des côtés de la place. C’est l’un des premiers squares de Londres et, en tout cas, le premier à être désigné ainsi.
Le 9 avril 1694, Bloomsbury Square est le théâtre d'un duel opposant le futur ministre des Finances de France John Law, alors âgé de 23 ans, à Edward 'Beau' Wilson. Ce dernier est tué et John Law est condamné à mort par pendaison mais il réussit à s’enfuir à Amsterdam.
Entre 1800 et 1814, le promoteur James Burton construit les maisons situées sur le côté nord du square. Ces terraces subsistent encore de nos jours.

## Bâtiments remarquables et lieux de mémoire

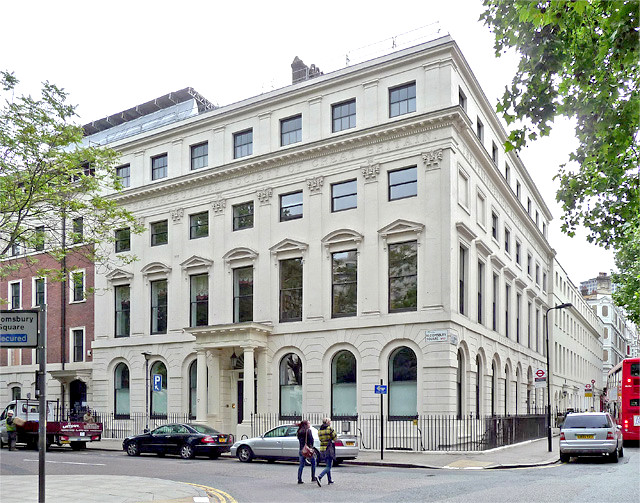
17 Bloomsbury Square, Londres.

Les maisons situées côté nord datent de 1800-1814 ; certaines de celles qui bordent le côté ouest datent du XVIIe siècle mais ont été profondement remaniées aux XVIIIe et XIXe siècles ; celles du côté sud datent des XVIIIe et XIXe siècles ; à l’est se trouve Victoria House.
- No 2 : bâtiment construit en 1887.

- No 17 : bâtiment du XVIIe siècle mais profondément remanié par l’architecte John Nash en 1777 ; l’attique et le porche ont été ajoutés en 1860 ; l’ensemble constitue un monument classé de grade II.

- Victoria House : bâtiment classé, construit dans les années 1920.

### Bâtiment détruit
- Southampton House (Bedford House après 1734) : construite en 1657, cette maison, qui occupait le côté nord de la place, est démolie en 1800[2].